# 白乃波寿洋
白乃波 寿洋（しろのなみ のぶひろ、1981年7月16日 - ）は、熊本県宇土市出身で尾上部屋（入門時は三保ヶ関部屋）に所属した元大相撲力士。本名は白石 信広（しらいし のぶひろ）。身長173cm、体重131kg。得意技は左四つ、寄り。最高位は西十両4枚目（2007年7月場所）。2011年の大相撲八百長問題にて引退勧告処分を受け、引退した、血液型はB型。

## 来歴
幼い頃から相撲を始め、小学、中学、高校と全国大会に出場する活躍を見せた。文徳高校3年時の1999年には、第一回世界ジュニア相撲選手権大会の重量級（100kg以上クラス）で優勝を収めている。
日本大学相撲部の同期には里山、豊真将（1年で退部）がいる。学生相撲では怪我もあり幕下付出の資格を得ることができなかったが、全国学生相撲選手権大会では準優勝の成績を残した
大学4年生の冬に里山と共に、同郷で中学・高校・大学の先輩に当たり、目標にしていた元小結濱ノ嶋が所属する三保ヶ関部屋に入門。2004年3月場所に前相撲から初土俵を踏んだ。
首に怪我を抱えているため頭から当たることができず、膝にも古傷を抱えているが、立合いの速さを利して一気に前に出る相撲に鋭さがあり、序ノ口から三段目までそれぞれ1場所で通過し、幕下に昇進した2004年11月場所でも優勝を果たし（この間本割21連勝を記録。三段目では7戦全勝ながら優勝決定戦で大西に敗れ優勝を逃している）、一気に幕下上位まで番付を上げた。初土俵からの負け越しは2005年3月場所のみでそれ以外の場所では勝ち越しを続け、同年5月場所では西幕下6枚目で5勝2敗とし、東十両12枚目で5勝10敗と大きく負け越した須磨ノ富士との比較で十両昇進がなるかと思われたが、翌7月場所では須磨ノ富士が十両に残留し、自身は東幕下筆頭に留められた。その7月場所では4勝3敗と勝ち越し、翌9月場所に同じ尾上部屋の把瑠都と同時に新十両に昇進した。前相撲からの所要9場所での十両昇進は史上5位タイのスピードであったものの、把瑠都が同時に所要8場所での十両昇進を果たしたためあまり話題とはならなかった。
初の十両となった2005年9月場所は8勝7敗と勝ち越したが、翌11月場所前に横綱・朝青龍との稽古で古傷の首と膝を痛め、場所中には中日の大翔大戦で寄り倒しで敗れた際に、自身より体重が30kgも重い大翔大の下敷きになり、右足首を故障し長期休場を余儀なくされた。幕下下位からの再出発となったが、2006年7月場所には7戦全勝で2度目の幕下優勝を果たした。同年11月場所では東幕下4枚目で4勝3敗と勝ち越し、東幕下筆頭の位置で迎えた2007年1月場所でも4勝3敗と勝ち越し、翌3月場所において8場所ぶりとなる十両への復帰を果たし、それと共に四股名を本名の白石から白乃波へと改めた。その3月場所は8勝7敗と勝ち越し、下の名前を信広から寿洋（読みは同じ）に改めた翌5月場所でも勝ち越しを決めた。自己最高位となる西十両4枚目に上がった翌7月場所では6勝9敗と負け越した。翌9月場所も前半は5勝2敗と好調だったものの、後半は8連敗と精彩を欠いて5勝10敗と大敗した。
2009年7月場所において再び負傷して途中休場し、翌9月場所では出場したものの前場所に引き続き途中から休場した。
2010年3月場所では西十両12枚目の位置で2勝12敗1休の成績に終わり、翌5月場所に幕下に陥落した。その後3場所連続で負け越し（9月場所では0勝2敗5休）、三段目陥落の正念場である幕下58枚目で迎えた11月場所でようやく5勝2敗の成績を収めるものの、以降、引退まで十両への復帰を果たすことはできなかった。
2011年4月1日、大相撲八百長問題に関する相撲協会臨時理事会の結果、引退勧告を受けた。4月5日に尾上に連れられ、同部屋の山本山龍太、境澤賢一と共に処分対象者として代理人を通さず自ら引退届を提出し、受理された。白乃波は「残念だけど前へ歩くしかない。相撲協会にはお世話になった。残っている力士に頑張ってもらいたい」とコメントしながら涙した。同年9月3日に東京プリンスホテルにて境澤・山本山と合同で断髪式が行われた。
引退後は東京都内で介護職に従事している。

## エピソード
- 四股名の白乃波（しろのなみ）をしらのなみと間違えられることがある。実際、雑誌大相撲でも間違えられていたが、訂正された。
- 格闘家の小路晃と親交が深い。

## 主な成績
- 通算成績：225勝205敗25休  勝率.523
- 十両成績：141勝161敗13休  勝率.467
- 現役在位：42場所
- 十両在位：21場所
- 各段優勝
  - 幕下優勝：2回（2004年11月場所、2006年7月場所）
  - 序二段優勝：1回（2004年7月場所）

### 場所別成績
| | 一月場所 初場所（東京） | 三月場所 春場所（大阪） | 五月場所 夏場所（東京） | 七月場所 名古屋場所（愛知） | 九月場所 秋場所（東京） | 十一月場所 九州場所（福岡） |
| --- | ----------------------- | ----------------------- | ----------------------- | --------------------------- | ----------------------- | --------------------------- |
| 2004年 （平成16年） | x                       | （前相撲）              | 西序ノ口9枚目 5–2       | 東序二段92枚目 優勝 7–0     | 西三段目84枚目 7–0      | 東幕下54枚目 優勝 7–0       |
| 2005年 （平成17年） | 東幕下6枚目 4–3         | 東幕下3枚目 3–4         | 西幕下6枚目 5–2         | 東幕下筆頭 4–3              | 西十両12枚目 8–7        | 東十両8枚目 1–8–6           |
| 2006年 （平成18年） | 東幕下6枚目 休場 0–0–7  | 西幕下46枚目 5–2        | 東幕下29枚目 5–2        | 西幕下17枚目 7–0            | 西幕下筆頭 3–4          | 東幕下4枚目 4–3             |
| 2007年 （平成19年） | 東幕下筆頭 4–3          | 西十両13枚目 8–7        | 東十両11枚目 9–6        | 西十両4枚目 6–9             | 西十両6枚目 5–10        | 西十両10枚目 8–7            |
| 2008年 （平成20年） | 西十両9枚目 8–7         | 東十両8枚目 7–8         | 西十両9枚目 7–8         | 東十両11枚目 8–7            | 西十両8枚目 6–9         | 西十両11枚目 9–6            |
| 2009年 （平成21年） | 西十両6枚目 5–10        | 西十両12枚目 9–6        | 東十両8枚目 8–7         | 東十両5枚目 7–6–2           | 西十両7枚目 5–6–4       | 西十両12枚目 9–6            |
| 2010年 （平成22年） | 東十両9枚目 6–9         | 西十両12枚目 2–12–1     | 東幕下9枚目 3–4         | 東幕下18枚目 3–4            | 西幕下23枚目 0–2–5      | 西幕下58枚目 5–2            |
| 2011年 （平成23年） | 東幕下43枚目 3–4        | 八百長問題 により中止   | 西幕下50枚目 引退 –     | x                           | x                       | x                           |
| 各欄の数字は、「勝ち-負け-休場」を示す。 優勝 引退 休場 十両 幕下 三賞：敢=敢闘賞、殊=殊勲賞、技=技能賞 その他：★=金星 番付階級：幕内 - 十両 - 幕下 - 三段目 - 序二段 - 序ノ口 幕内序列：横綱 - 大関 - 関脇 - 小結 - 前頭（「#数字」は各位内の序列） |                         |                         |                         |                             |                         |                             |

引退時の番付は2011年2月28日発表の順席による。

## 改名歴
- 白石 信広（しらいし のぶひろ）2004年3月場所-2007年1月場所
- 白乃波 信広（しろのなみ-）2007年3月場所
- 白乃波 寿洋（しろのなみ-）2007年5月場所-2011年4月